# Curtis Rona
Curtis Renata Rona (Waitara, 26 de mayo de 1992) es un jugador australiano de rugby nacido en Nueva Zelanda, que se desempeña como fullback y juega en los NSW Waratahs, franquicia del Super Rugby. Fue internacional con los Wallabies en 2017.

## Carrera
Rona jugó al Rugby League hasta 2016. A fines de ese año firmó un contrato económicamente alto con Western Force, una por entonces franquicia del Super Rugby, para integrarse al equipo que participaría del Super Rugby 2017.

### Waratahs
Finalizada la temporada Rona fue contratado por los NSW Waratahs, acordando para dos temporadas. El fullback declaró que su intención es continuar su carrera en el rugby de 15 jugadores.

## Selección nacional
Michael Cheika lo convocó a los Wallabies para disputar The Rugby Championship 2017. Rona marcó un try en su debut; la derrota ante los All Blacks donde fue un wing titular y luego jugó en el empate frente a los Springboks, reemplazando al wing Reece Hodge.
Su por ahora, último partido, lo disputó contra los Brave Blossoms en la victoria durante los test matches de fin de año 2017, ingresando por Kurtley Beale. En total lleva tres partidos jugados y 5 puntos marcados, productos de un try.